# Бліцар
Бліца́р (англ. Blitzar) — тип астрономічних об'єктів, запропонованих як пояснення для швидких радіоімпульсів.
Бліцар починається з нейтронної зорі, масса якої мала б привести до коллапсу зорі в чорну діру, якби не швидкість обертання. Замість цього нейтронна зірка обертається настільки швидко, що її відцентрова сила утримує речовину зорі від падіння за горизонт подій. Ці умови роблять нейтронну зірку типовим, але приреченим пульсаром. За кілька мільйонів років сильне магнітне поле пульсара випромінює енергію і уповільнює його обертання. Зрештою ослаблення відцентрових сил уже не в змозі зупинити пульсар від перетворення в чорну діру. У цей момент формація бліцара, частина магнітного поля пульсара поза чорною дірою, раптово відділяється від свого зникаючого джерела. Ця магнітна енергія миттєво перетворюється в порив радіовипромінювання широкого енергетичного спектра.
Сімрадіоявищ, нині виявлених, можуть представляти такі можливі обвали; вони, за прогнозами, трапляються через кожні 10 секунд у спостережуваному Всесвіті. Оскільки магнітне поле очистило навколишній простір від газу і пилу, поблизу немає матеріалу, який міг би падати в нову чорну діру. Таким чином немає ні сплеску рентгенівського випромінювання або гамма-променів, що, як правило, наявні, коли утворюються чорні діри.
Якщо бліцари існують, вони можуть запропонувати новий спосіб спостерігати деталі створення чорних дір.